# Zielona zupa
Zielona zupa – tradycyjna zupa, charakterystyczna dla kuchni śląskiej.
Zupa wchodziła do jadłospisu rodzin śląskich wczesną wiosną, kiedy na łąkach zaczynała się zielenić pierwsza dzika roślinność. Na dobre uzupełniała jadłospis od świąt Wielkanocy. Zupę gotowało się w oparciu o świeżo zebrane i posiekane liście szczawiu, mlecza, podagrycznika, pokrzywy, krwawnika oraz lebiodki. Gotowało się je w lekko osolonej wodzie, a doprawiało zasmażką z masła i mąki. Danie podawano z pokrojonymi na pół, ugotowanymi na twardo jajami lub ziemniakami, czasami dolewano śmietany. Zupa była cennym źródłem witamin, po ubogiej w nie, zimowej diecie.